# Selaginella nivea
Selaginella nivea är en mosslummerväxtart. Selaginella nivea ingår i släktet mosslumrar, och familjen mosslummerväxter.

## Underarter
Arten delas in i följande underarter:
- S. n. humbertii
- S. n. nivea